# San José (Toledo District)
San José (auch: Hawiia) ist ein Ort im Toledo District von Belize.

## Geografie
Der Ort liegt ziemlich abgelegen am Rande des Urwalds im Nordwesten des Toledo Districts. Er schafft die Verbindung zu Na Lum Cah und Jimmy Cut im Nordosten
Der nächstgelegene Ort im Süden ist Santa Cruz.

## Klima
Nach dem Köppen-Geiger-System zeichnet sich durch ein tropisches Klima mit der Kurzbezeichnung Af aus.